# Taguella

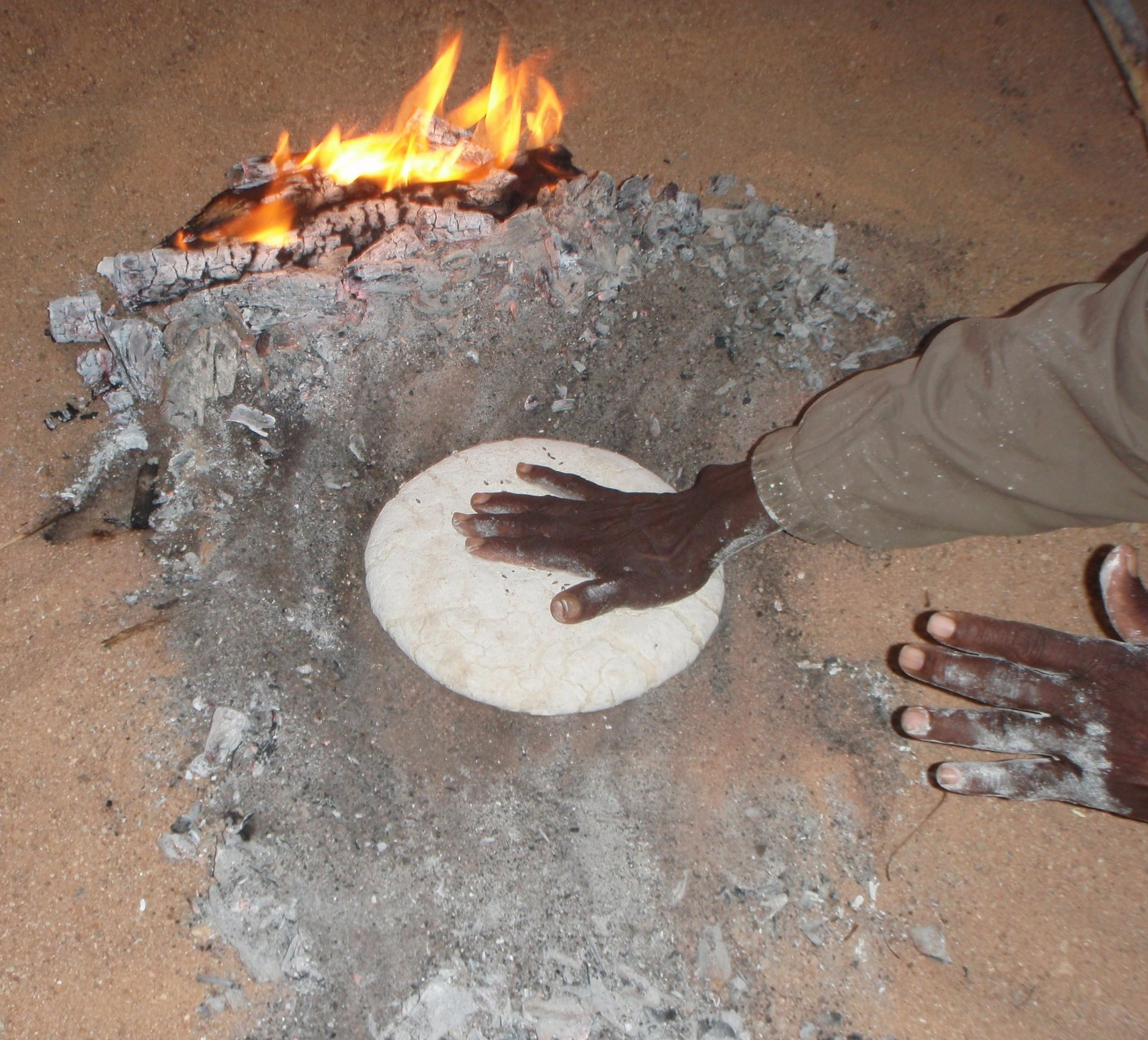
Im heißen Sand gebackene Taguella

Taguella (arabisch تاجويلا) ist ein Fladenbrot, das auf die – vornehmlich in Algerien lebenden – Tuareg zurückgeht. Auf ihrer Wanderschaft dient es der Grundversorgung, da sich Taguella leicht zubereiten und lagern lässt.

## Zubereitung
In einer Schüssel werden Mehl, Salz und Wasser zu einem glatten Teig geknetet. Außerdem wird aus reichlich Holz Holzkohle hergestellt. Diese wird später beiseite geschoben und für den Teig eine Grube in den heißen Sand gegraben. Darin findet der Garprozess statt. Die Grube wird geschlossen und die Holzkohle darüber geschoben. Das Brot wird beidseitig gebacken, weshalb es einmal gewendet wird.
Daneben gilt der Begriff einem Gericht. Für ein Taguella-Gericht werden – soweit vorhanden – Zwiebeln, Tomaten und Fleisch geschnitten, alles angebraten, mit Wasser übergossen und mit Gemüse ergänzt. Anschließend wird das Brot ausgegraben, gewaschen, zerteilt und mit dem Schmorgericht übergossen.